# Krusenhagen
Krusenhagen település Németországban, Mecklenburg-Elő-Pomeránia tartományban. Lakosainak száma 599 fő (2023. december 31.).

## Népesség
A település népességének változása:
| Lakosok száma | 562  | 568  | 604  | 590  | 599  |
|               | 2017 | 2019 | 2021 | 2022 | 2023 |